# Nikolaus Becker
Nikolaus Becker (Bonn, 1809 – Hünshoven, 1845) è stato un poeta tedesco.
Nel 1840 pubblicò il Rheinlied, dedicato all'ostilità franco-tedesca riguardo alla proprietà del Reno; in Francia Becker fu violentemente insultato e denigrato da Alfred de Musset e Alphonse de Lamartine.